# Honda U3-X

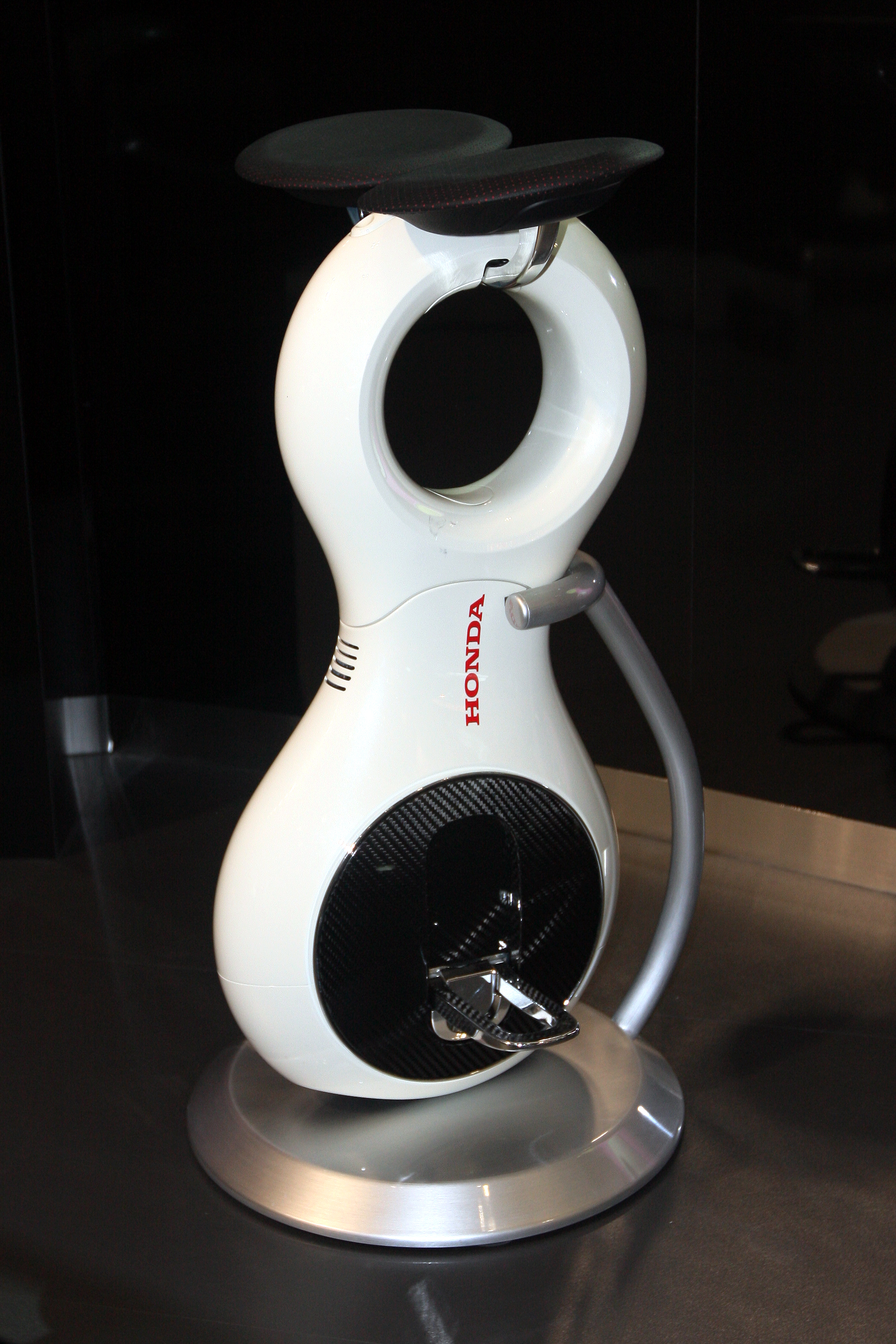
Honda U3-X

Honda U3-X это самобалансирующий уницикл-скутер, позиционируемый как сверхкомпактное персональное транспортное средство.
В Honda U3-X, для поддержания равновесия, используются те же идеи и принципы, что и в роботе ASIMO."U" в названии означает уницикл (unicycle) и универсальный (universal). Устройство весит 10 килограммов и развивает скорость 6 км/ч, то есть его характеристики примерно такие же как и у Toyota Winglet. Скутер был представлен общественности, руководством Honda 24 сентября 2009 года. Журнал Тайм назвал его одним из 50 самых выдающихся изобретений в том же году. В апреле 2010 года инженеры Honda провели короткую демонстрацию устройства на Таймс-сквер в Нью-Йорке.
Honda U3-X представляет собой компактное устройство, способное свободно перемещаться во всех направлениях. Вперёд-назад, влево-вправо и по диагонали. Это достигается с помощью технологии Omni-Traction drive system. Её суть заключается в том, что единственное колесо скутера на самом деле состоит из целой цепочки небольших автономных колес меньшего диаметра, расположенных поперечно. Что и позволяет скутеру двигаться влево-вправо, не поворачивая.
Пока неизвестно появится ли аппарат в свободной продаже.

## Технические характеристики
По данным Honda:
- Длина: 313 мм
- Ширина (в сложенном виде): 160 мм
- Высота (в сложенном виде): 647 мм
- Вес: < 10 кг (22 lbs)
- Макс. скорость: 6 км/ч
- Ходовая часть: Omni Traction Drive System
- Тип батареи: Литий ионная
- Время работы: ~1 час

## Дополнительные материалы
- J. Murray, Charles. Honda Demonstrates Personal Transportation Device (англ.) // Design News[англ.] : newspaper. — 2010. — May (vol. 65).